# Harper (Texas)
Harper es un lugar designado por el censo ubicado en el condado de Gillespie en el estado estadounidense de Texas. En el Censo de 2010 tenía una población de 1.192 habitantes y una densidad poblacional de 8,12 personas por km².

## Geografía
Harper se encuentra ubicado en las coordenadas 30°15′58″N 99°16′23″O / 30.26611, -99.27306. Según la Oficina del Censo de los Estados Unidos, Harper tiene una superficie total de 146.73 km², de la cual 146.52 km² corresponden a tierra firme y (0.14%) 0.21 km² es agua.

## Demografía
Según el censo de 2010, había 1.192 personas residiendo en Harper. La densidad de población era de 8,12 hab./km². De los 1.192 habitantes, Harper estaba compuesto por el 91.78% blancos, el 0.34% eran afroamericanos, el 1.09% eran amerindios, el 0.08% eran asiáticos, el 0% eran isleños del Pacífico, el 4.61% eran de otras razas y el 2.1% pertenecían a dos o más razas. Del total de la población el 11.41% eran hispanos o latinos de cualquier raza.